# Félix del Blanco Prieto
Félix del Blanco Prieto   (Morgovejo, 15 de juny de 1937 - Policlínica Agostino Gemelli, 10 d'abril de 2021) fou un arquebisbe catòlic espanyol, fins a 2012 Almoiner Apostòlic.

## Biografia
Fou ordenat prevere el 27 de maig de 1961. Va freqüentar l'Acadèmia Pontifícia Eclesiàstica i el 1968 entrà al servei diplomàtic de la Santa Seu. Va ocupar diversos càrrecs a les nunciatures de Mèxic, Argentina i Àustria. En 1988 va anar a Roma de la mà del cardenal Agostino Casaroli, secretari d'Estat del Vaticà.
El 31 de maig de 1991 el papa Joan Pau II el nomenà nunci apostòlic a Angola i a São Tomé i Príncipe elevant-lo a arquebisbe titular de Vannida.
Va rebre la consagració episcopal el 6 de juliol 1991 del cardenal Agostino Casaroli, co-consacragrants Ángel Suquía Goicoechea i Antonio Vilaplana Molina.
El 4 de maig de 1996 és nomenat nunci apostòlic a Camerun i el 28 de juny de 1996 a Guinea Equatorial. El 5 de juny de 2003 fou nomenat nunci apostòlic a Malta i el 24 de juny de 2003 de Líbia. El 28 de juliol de 2007 és nomenat almoiner de Sa Santedat.
El 3 de novembre de 2012 el papa Benet XVI acceptà la seva renúncia presentada per arribar al límit d'edat.